# 董学礼
董学礼（？年—1666年），陝西都指揮使司寧夏中衛（今青铜峡市广武镇）人。明朝、大顺、清朝将领。汉军正黄旗人。后升任左都督、隨征浙江總兵官、湖广提督，是明末清初时期出生于宁夏广武营的四位湖广提督之一。其事迹入贰臣传乙编。

## 明以及大顺政权时期
明崇禎年間，因军功升至寧夏花马池副將。。李自成攻陷陕西时，董学礼投降，授总兵，命駐劄河南懷慶。随李自成征讨河南、河北、山东等地。
清顺治元年（1644），多铎、多尔衮率清軍主力下河南，董学礼投降清军，并写信招降已经归顺李自成政权的宁夏节度使陈之龙，书信被李自成的部将牛成虎截获，因此他在广武故鄉的家属亲眷尽被李自成部屠杀。李自成军攻打河南孟县，董学礼渡河援救清军，杀敌千余。
顺治二年（1645），随阿济格平定陕西，以董学礼署凤翔鎮总兵，隨後實授。但后来裁撤凤翔镇，召至京師，编入汉军正黄旗。
顺治五年（1648），以投诚有功，授右都督、福建提督總兵官，封一等子爵位。
顺治十六年（1659），鄭成功發動北伐，温州告急，加左都督衔、隨征浙江總兵官，驻守温州，同年参与郑成功长江之役。
顺治十八年（1661），擢升湖广提督。

## 围剿夔东十三家
康熙元年(1662)九月，清廷集中兵力，分三路围攻大顺政权的残余势力“夔东十三家”。东南路由湖广提督董学礼统兵3万，西北路由陕西提督王一正统兵3万，西路由四川总督李国英统领。康熙二年（1663），董学礼率军围剿南明永历将领李来亨，擒其部将宋段，俘获无数，收复归州、巴东、巫山，直达夔州，得旨嘉奖。李来亨偷袭，董学礼乘机夹击，斩首七百余人，此后战斗空前惨烈，清军最终将李来亨的营寨围困。康熙三年（1664）八月初四，李来亨道尽粮绝，举家自焚，董学礼招降其部将王光兴等人，大顺政权的残部被完全剿灭。康熙五年（1666）去世，子董永藩袭爵。

## 家族
其子董永艾曾任云南顺宁府知府、江苏布政使，后改任山东按察司按察使、浙江按察司按察使等职，编纂志书《鶴慶府志》、《康熙顺宁府志》等。广武当地人称他董阁老。死后归葬宁夏广武营附近的小山坡上。